# 어니스트 올랜도 로렌스상
어니스트 올랜도 로렌스상(영어: Ernest Orlando Lawrence Award)은 미국 물리학을 세계적인 리더 지위로 끌어올리는 데 도움을 준 과학자를 기리기 위해 1959년에 제정되었다.